# Carol H. Weiss
Pour les articles homonymes, voir Weiss.
Carol Hirschon Weiss est une sociologue américaine, née en 1927 et morte le 8 janvier 2013. Titulaire d'un doctorat en sociologie obtenu en 1977 à l'Université Columbia, elle est principalement connue pour ses travaux portant sur l'évaluation des politiques publiques.
Ses contributions sont nombreuses, et elle a été célébrée de son vivant pour ses apports à la communauté évaluative.

## Travaux

### Utilisation de l’évaluation
On peut citer en particulier ses travaux sur l'utilisation de la recherche et de l'évaluation, mettant en avant le rôle du contexte (et notamment politique) ainsi que des évaluateurs et des évaluatrices dans les suites qui sont données aux évaluations.
Elle fait le constat que les décideurs basent rarement leurs décisions directement sur les résultats des évaluations, dans la mesure où les évaluations n’arrivent pas dans un « vide politique » (political vacuum). L’évaluation est elle-même une activité politique : elle est affectée autant qu’elle affecte le contexte politique, dans lequel s’affrontent des intérêts différents.

### Usage conceptuel de l’évaluation
Dans l’espace politique, l’évaluation est en compétition avec d’autres facteurs, typiquement non rationnels. Pour Carol Weiss, l’utilisation (instrumentale) de l’évaluation est finalement indépendante des efforts de ceux qui mènent les évaluations, ce qui la distingue de Michael Q. Patton, pour qui les évaluateurs et les évaluatrices ont au contraire un rôle essentiel.
Pour autant, Carol Weiss ne considère pas l’évaluation inutile. Au contraire, elle met en évidence un nouveau type d'usage : l'évaluation amène, par les informations, les idées, le point de vue qu'elle apporte, à changer la façon dont les décideurs vont envisager un problème, ou considérer les solutions à lui apporter. Sur le moyen ou long terme, ces usages seront potentiellement déterminants.
Pour Carol Weiss, la qualité méthodologique de l’évaluation est essentielle pour assurer ces usages conceptuels. Comme le rapportent Alkin et Christie, pour elle, « la qualité de la recherche est [d’autant plus importante] qu’elle renforce le pouvoir de la recherche comme une munition dans les discussions internes aux organisations ».

### Évaluation basée sur la théorie
Carol Weiss a également été parmi les premières à constater que les organisations qui mettent en place des programmes complexes ont rarement une idée claire de la façon dont ces interventions sont supposées avoir les effets attendus, avec deux conséquences : les parties prenantes de ces programmes ne s'intéressent pas souvent aux résultats intermédiaires de ces programmes, qui pourraient pourtant les informer sur leur capacité à atteindre les impacts souhaités ; et cela les rend particulièrement difficiles à évaluer. Elle propose alors de rendre explicites les hypothèses sous-jacentes qui lient l'intervention et ses conséquences dans une Théorie du changement, qui sert alors de fil conducteur à l'intervention comme à son évaluation.